# السريع والغاضب (سلسلة أفلام)
السرعة والغضب (بالإنجليزية: The Fast and the Furious)‏ هي سلسلة أفلام بدأت في 2001 ولازالت مستمرة، اخر نسخة كانت في2023 بعنوان السرعة والغضب 10
. تتكون هذه السلسلة من 10 أجزاء. هذه السلسلة تروي قصة متسابقي سباقات الشوارع

## الفكرة
أما عن الفكرة فقد أتت للمخرج عندما قام بقراءة مقال بعنوان (ح المتسابق إكس ) في عام 1998 ، كاند هذا المقال قد نشر في مجلة ( فايب ) ، وكان أساس المقال عن سباق السيارات في ( شوارع نيويورك ) ، بعد هذا بفترة وجيزة شاهد المخرج سباق حي في شوارع لوس انجلوس وحينها أتت فكرة ( فاست أند فيوريس).

## خفايا التمثيل
إستعان المخرج بالجزء الأول بمتسابقين حقيقيين وصل عددهم إلى 1500 متسابقاً.
هناك إثنين من الأبطال لم يكن لديهما رخص قيادة.

## الأغاني
من الأمور التي تميزت بها سلسلة الأفلام أنه في كل جزء كانت تصدر أغنية لذلك الجزء وكانت تشهد انتشاراً وشهرة واسعة

## السيارات
تم استخدام الكثير من السيارات النادرة والخارقة في سلسلة الأفلام ، بل أن الجمهور صار يهوي بعض السيارات لمجرد أنها ظهرت في جزء من الأجزاء ، بعض السيارات كانت نادرة جدا.

## قائمة أفلام السلسلة
- 2001: السرعة والغضب 1 أخرجه روب كوهين.
- 2003: السرعة والغضب 2 أخرجه جون سينغلتون.
- 2006: السرعة والغضب: قيادة طوكيو أخرجه جوستين لين.
- 2009: السرعة والغضب 4 أخرجه جوستين لين.
- 2011: السرعة والغضب 5 أخرجه جوستين لين.
- 2013: السرعة والغضب 6 أخرجه جوستين لين.
- 2015: السرعة والغضب 7 أخرجه جيمس وان.
- 2017: السرعة والغضب 8 أخرجه إف غاري غراي.
- 2019: السرعة والغضب :هوبز آند شاو أخرجه ديفيد ليتش.
- 2021: السرعة والغضب9 أخرجه جوستين لين
- 2023:السرعة و الغضب10 أخرجه جوستن لين

تم كذلك إخراج أفلام قصيرة فرعية كونت روابط بين أجزاء بعض الأفلام وهم:
- 2003: توربو تشارجد بريلود أخرجه فيليب أتويل ومدته 6 دقائق، يربط بين الجزء الأول والثاني.
- 2009: لوس باندوليروس أخرجه فين ديزل مدته 20 دقيقة، يربط بين الجزء الثالث والرابع.

## في ألعاب الفيديو
- 2004: السرعة والغضب على الإكس بوكس وبلاي ستيشن 2 وصناديق الألعاب.
- مارس 2007: السرعة والغضب: قيادة طوكيو على بلاي ستيشن 2، ثم في 14 مارس 2008 على بلاي ستيشن بورتبل.
- 24 مايو 2013: السرعة والغضب: المواجهة الحاسمة على الإكس بوكس 360 وبلاي ستيشن 3 ووي يو ونينتندو 3دي إس.

## المداخيل
| الأفلام                           | المداخيل العالمية ($) | المداخيل في الولايات المتحدة وكندا ($) | المداخيل في فرنسا | الميزانية ($) |
| --------------------------------- | --------------------- | -------------------------------------- | ----------------- | ------------- |
| السرعة والغضب 1 (2001)            | 925 283 207 $         | 925 533 144 $                          | 360 070 1 دخول    | 000 000 38 $  |
| السرعة والغضب 2 (2003)            | 661 350 236 $         | 901 154 127 $                          | 554 827 1 دخول    | 000 000 76 $  |
| السرعة والغضب: قيادة طوكيو (2006) | 292 468 158 $         | 415 514 62 $                           | 310 828 دخول      | 000 000 85 $  |
| السرعة والغضب 4 (2009)            | 265 164 363 $         | 265 064 155 $                          | 984 811 1 دخول    | 000 000 85 $  |
| السرعة والغضب 5 (2011)            | 675 137 626 $         | 675 837 209 $                          | 576 517 2 دخول    | 000 000 125 $ |
| السرعة والغضب 6 (2013)            | 580 661 786 $         | 580 561 238 $                          | 362 994 2 دخول    | 000 000 160 $ |
| السرعه والغضب 7 (2015)            | 1.516 مليار $         | 1.23مليار $                            | 493 مليون $       | 190 مليون $   |

## وصلات خارجية
- السريع والغاضب على موقع ميوزك برينز (الإنجليزية)
- السريع والغاضب على موقع ميوزك برينز (الإنجليزية)